# Nicholas Bett
Nicholas Bett (Kisii, Kenia; 27 de enero de 1990-Lesos, Eldoret, Kenia; 7 u 8 de agosto de 2018) fue un atleta keniano, especialista en la prueba de 400 m vallas, en la que logró ser campeón mundial en 2015.

## Carrera deportiva
Era policía de profesión. Su hermano gemelo, Aron, también es un atleta especialista en los 400 metros vallas. De hecho, formó parte del equipo keniano de 4 × 400 m que ganó el oro en los campeonatos africanos en 2018.
En el instituto, ambos jugaban a voleibol, pero su padre, que ya había sido vallista, siempre quiso que siguieran sus pasos. "Cuando volvía de pastorear vacas, nos ponía unos palos a modo de obstáculos y nos hacía competir entre nosotros", explicaba en 2015.
En agosto de 2015, en el Campeonato de Kenia, celebrado en Nairobi, bajó por primera vez en su carrera por debajo de los 49 segundos, marcando un tiempo de 48.29. En el Mundial de Pekín 2015, el 25 de agosto corrió la final en el pasillo exterior; ganó la final de 400 metros vallas estableciendo el mejor rendimiento del año del mundo y un nuevo récord de Kenia en 47.79, bajando por primera vez en su carrera a menos de 48 segundos. Quedó por delante del ruso Denís Kudriávtsev (48.50) y del bahameño Jeffery Gibson (48.77). De esta manera se convirtió en el primer atleta de Kenia en ganar un título mundial en esta disciplina, el segundo africano después de Samuel Matete en 1991.
Su participación en los Juegos Olímpicos de Río 2016 se vio truncada por la mala suerte. Tropezó con el último obstáculo y no pudo clasificarse para las semifinales. En 2017, solo consiguió acabar octavo en los 400 metros vallas en los Juegos de la Commonwealth celebrados en Gold Coast. Y en el Campeonato de África, Bett participó en el relevo 4x400 de esa competición, pero Kenia fue descalificada.
El 7 de agosto de 2018, mientras regresaba del Campeonato Africano de Asaba, perdió la vida en un accidente automovilístico en el pueblo de Lesos, cerca de Eldoret. Perdió el control de su coche, tras golpear en un bache de la carretera, y acabó estrellándose contra una zanja, tras salir de la carretera.